# Маркос Лейте
Маркос Лейте (порт. Marcos Leite, 23 березня 1952) — бразильський баскетболіст.
Учасник Олімпійських Ігор 1972, 1980, 1984 років.
Переможець Панамериканських ігор 1971 року, срібний призер 1983 року, бронзовий призер 1975, 1979 років.
Срібний призер Чемпіонату світу 1970 року, бронзовий призер 1978 року.
Чемпіон Америки 1984 року.
Чемпіон Південної Америки 1971, 1973, 1983 років, срібний призер 1979, 1981 років.